# Abigail Powers Fillmore
Abigail Powers Fillmore, född den 13 mars 1798 i Stillwater, New York; amerikansk presidentfru 1850-1853, gift med Millard Fillmore.

## Biografi
Hennes far var baptistpräst. Hon mötte sin blivande make vid den högskola där de båda studerade. Abigail var två år äldre och mycket mer bildad än Fillmore, varför hon hjälpte denne med studierna. De gifte sig den 5 februari 1826 och fick två barn.
Hon var vid dålig hälsa då hon blev USA:s första dam och överlät de officiella plikterna på dottern Mary. En av hennes insatser som presidentfru var att hon lyckades få medel från kongressen till att bygga upp ett litet bibliotek i Vita huset. Det är känt att presidenten diskuterade politik med sin fru, bad om hennes råd och ibland följde dem. Hon bad honom att inte underteckna lagförslaget om förrymda slavar (Fugitive Slave Act) 1850, vilket han gick med på, men sedan tvingades ändra sig om.
På installationsdagen, då hennes makes efterträdare, Franklin Pierce, svor presidenteden, ådrog hon sig en svår förkylning som utvecklades till lunginflammation, och Abigail Powers Fillmore avled den 30 mars 1853.